# Gran Premio del Belgio 2010
Il Gran Premio del Belgio 2010 si è corso domenica 29 agosto 2010 sul Circuito di Spa-Francorchamps. Il gran premio è vinto da Lewis Hamilton su McLaren-Mercedes.

## Vigilia

### Sviluppi oltre il 2010
Dal 17 agosto Nick Heidfeld, al volante di una Toyota TF109 sul circuito del Mugello, svolge i primi test sugli pneumatici preparati dalla Pirelli per il campionato mondiale di Formula 1 del 2011.

### Aspetti tecnici
La Bridgestone, fornitore unico degli pneumatici, annuncia per questo gran premio coperture di tipo morbido e duro.
A seguito delle polemiche sorte sulla flessibilità dell'ala anteriore di Red Bull RB6 e Ferrari F10, la FIA decide che da questo gran premio tali ali dovranno sopportare un carico di 100 kg senza flettere più di 20 mm, contro i precedenti 10 mm a 50 kg.
La Renault introduce per la prima volta sulla sua vettura il condotto F-duct.
Il circuito viene modificato nella zona della curva Les Combes; viene asfaltato il bordo pista della chicane e vengono posti dei dissuasori per evitare il taglio della stessa.

### Aspetti sportivi
Michael Schumacher viene arretrato di 10 posizioni sulla griglia di partenza per avere ostacolato durante il sorpasso Rubens Barrichello nel Gran Premio precedente. Lo stesso pilota brasiliano festeggia il trecentesimo Gran Premio della carriera in F1, venendo premiato con una medaglia da Bernie Ecclestone. "Rubinho", che non ha disputato i Gran Premi di San Marino 1994, Spagna 2002 e Francia 2002, è il primo pilota a raggiungere questo traguardo.
Nigel Mansell è nominato commissario aggiunto dalla FIA. Aveva svolto tale funzione anche nel corso del Gran Premio di Gran Bretagna.

## Prove
Nella prima sessione del venerdì si è avuta questa situazione:
| Pos | Nº | Pilota          | Costruttore      | Tempo    | Gap     | Giri |
| --- | -- | --------------- | ---------------- | -------- | ------- | ---- |
| 1   | 8  | Fernando Alonso | Ferrari          | 2'00"797 |         | 17   |
| 2   | 2  | Lewis Hamilton  | McLaren-Mercedes | 2'01"567 | + 0"770 | 7    |
| 3   | 11 | Robert Kubica   | Renault          | 2'02"081 | + 1"284 | 14   |

Nella seconda sessione del venerdì si è avuta questa situazione:
| Pos | Nº | Pilota          | Costruttore          | Tempo    | Gap     | Giri |
| --- | -- | --------------- | -------------------- | -------- | ------- | ---- |
| 1   | 8  | Fernando Alonso | Ferrari              | 1'49"032 |         | 25   |
| 2   | 14 | Adrian Sutil    | Force India-Mercedes | 1'49"157 | + 0"125 | 17   |
| 3   | 2  | Lewis Hamilton  | McLaren-Mercedes     | 1'49"248 | + 0"216 | 14   |

Nella sessione del sabato mattina si è avuta questa situazione:
| Pos | Nº | Pilota           | Costruttore      | Tempo    | Gap     | Giri |
| --- | -- | ---------------- | ---------------- | -------- | ------- | ---- |
| 1   | 6  | Mark Webber      | RBR-Renault      | 1'46"106 |         | 10   |
| 2   | 2  | Lewis Hamilton   | McLaren-Mercedes | 1'46"223 | + 0"117 | 17   |
| 3   | 5  | Sebastian Vettel | RBR-Renault      | 1'46"396 | + 0"290 | 12   |

## Qualifiche

### Resoconto
La Q1 viene quasi subito interrotta per un incidente del pilota della Renault Petrov; a gomme fredde il russo è autore di un testacoda alla curva Rivage. Poco dopo la ripartenza della sessione inizia a piovere: molti piloti hanno difficoltà a mantenere la vettura in pista e vi un altro incidente tra Lucas Di Grassi e Jarno Trulli, senza però un nuovo stop alle prove.
La pioggia è intensa ma dura poco: vengono eliminati i due piloti della Sauber che sono anche autori di escursioni fuori pista negli ultimi minuti. Passano alla Q2, tra le altre, la Lotus di Heikki Kovalainen e la Virgin di Timo Glock.
In Q2 vengono eliminate le due Mercedes GP, con entrambi i piloti che vengono retrocessi sulla griglia. Nella sessione, con pista che si asciuga rapidamente non essendovi nuovi scrosci di pioggia, vi sono dei testacoda di Felipe Massa e Vitantonio Liuzzi, senza conseguenze.
La Q3 inizia all'asciutto. Il pilota della Red Bull Mark Webber fa segnare un tempo interessante, davanti a Robert Kubica. Subito dopo l'ultima sosta ai box per il tentativo finale inizia nuovamente a piovere, rendendo difficile il miglioramento dei tempi fatti segnare fino a quel momento. Lewis Hamilton è però autore di un giro quasi perfetto che lo porta in prima fila, dietro all'irraggiungibile australiano. Per Webber è la sesta pole in carriera, 17ª per la Red Bull, che così fa sue 12 delle 13 pole della stagione.

### Qualifiche
Nella sessione di qualifica si è avuta questa situazione:
| Pos | Nº | Pilota             | Costruttore          | Q1          | Q2       | Q3       | Griglia |
| --- | -- | ------------------ | -------------------- | ----------- | -------- | -------- | ------- |
| 1   | 6  | Mark Webber        | RBR-Renault          | 1'57"352    | 1'47"253 | 1'45"778 | 1       |
| 2   | 2  | Lewis Hamilton     | McLaren-Mercedes     | 1'56"706    | 1'46"211 | 1'45"863 | 2       |
| 3   | 11 | Robert Kubica      | Renault              | 1'56"041    | 1'47"320 | 1'46"100 | 3       |
| 4   | 5  | Sebastian Vettel   | RBR-Renault          | 1'58"487    | 1'47"245 | 1'46"127 | 4       |
| 5   | 1  | Jenson Button      | McLaren-Mercedes     | 1'57"981    | 1'46"790 | 1'46"206 | 5       |
| 6   | 7  | Felipe Massa       | Ferrari              | 1'58"323    | 1'47"322 | 1'46"314 | 6       |
| 7   | 9  | Rubens Barrichello | Williams-Cosworth    | 1'55"757    | 1'47"797 | 1'46"602 | 7       |
| 8   | 14 | Adrian Sutil       | Force India-Mercedes | 1'58"730    | 1'47"292 | 1'46"659 | 8       |
| 9   | 10 | Nicolas Hülkenberg | Williams-Cosworth    | 1'55"442    | 1'47"821 | 1'47"053 | 9       |
| 10  | 8  | Fernando Alonso    | Ferrari              | 1'57"023    | 1'47"544 | 1'47"441 | 10      |
| 11  | 3  | Michael Schumacher | Mercedes GP          | 1'56"313    | 1'47"874 | N.D.     | 21      |
| 12  | 4  | Nico Rosberg       | Mercedes GP          | 1'54"826    | 1'47"885 | N.D.     | 14      |
| 13  | 17 | Jaime Alguersuari  | STR-Ferrari          | 1'58"944    | 1'48"267 | N.D.     | 11      |
| 14  | 15 | Vitantonio Liuzzi  | Force India-Mercedes | 2'01"102    | 1'48"680 | N.D.     | 12      |
| 15  | 16 | Sébastien Buemi    | STR-Ferrari          | 2'00"386    | 1'49"209 | N.D.     | 16      |
| 16  | 19 | Heikki Kovalainen  | Lotus-Cosworth       | 2'01"343    | 1'50"980 | N.D.     | 13      |
| 17  | 24 | Timo Glock         | Virgin-Cosworth      | 2'01"316    | 1'52"049 | N.D.     | 20      |
| 18  | 18 | Jarno Trulli       | Lotus-Cosworth       | 2'01"491    | N.D.     | N.D.     | 15      |
| 19  | 23 | Kamui Kobayashi    | BMW Sauber-Ferrari   | 2'02"284    | N.D.     | N.D.     | 17      |
| 20  | 21 | Bruno Senna        | HRT-Cosworth         | 2'03"612    | N.D.     | N.D.     | 18      |
| 21  | 20 | Sakon Yamamoto     | HRT-Cosworth         | 2'03"941    | N.D.     | N.D.     | 19      |
| 22  | 22 | Pedro de la Rosa   | BMW Sauber-Ferrari   | 2'05"294    | N.D.     | N.D.     | 24      |
| 23  | 25 | Lucas Di Grassi    | Virgin-Cosworth      | 2'18"754    | N.D.     | N.D.     | 22      |
| 24  | 12 | Vitalij Petrov     | Renault              | senza tempo | N.D.     | N.D.     | 23      |

## Gara

### Resoconto
Quando scatta il semaforo verde il poleman Mark Webber ha un'indecisione e viene sfilato da Lewis Hamilton, Robert Kubica, Jenson Button Sebastian Vettel e Felipe Massa. Già nel corso del primo giro la pioggia fa la comparsa sul tracciato: l'acqua iniziata a cadere nel tratto finale della pista costringe molti piloti ad andare "lunghi" al termine del rettilineo che porta alla chicane Bus stop, che immette ai box e al rettifilo d'arrivo. Nella concitazione del momento Fernando Alonso viene tamponato da Rubens Barrichello (che si ritira): lo spagnolo torna ai box per riparare la sua Ferrari e ne approfitta per montare gomme intermedie, sperando che la pioggia si distribuisca in tutto il tracciato. Una safety car uscita per motivi di sicurezza sembra favorirlo, ma in realtà la pioggia termina presto tanto che l'iberico è costretto a un'altra sosta per tornare alle gomme precedenti, e il nuovo cambio gomme lo fa sprofondare in coda al gruppo. Nel corso del secondo giro intanto, prima dell’ingresso della safety, Button ha passato Kubica in fondo a Kemmel e Webber ha fatto altrettanto con Massa a Rivage.
Quando la safety car esce dalla scena la gara vede in testa Hamilton seguito dal compagno di squadra Button e dal tedesco Sebastian Vettel capace di passare Kubica alla source; dietro al polacco, Webber, Massa, Sutil, Hulkenberg, Liuzzi, Rosberg, Petrov e Schumacher. Hamilton allunga senza problemi lasciando Button a vedersela con Vettel. Al giro 11 bel sorpasso di Petrov a Rosberg ancora a Kemmel, ne approfitta Schumacher per sopravanzare a sua volta il compagno. Al giro 16 l'alfiere della Red Bull Racing tenta un sorpasso azzardato nei confronti dell’inglese della McLaren e lo centra in pieno, costringendolo al ritiro. Vettel viene penalizzato con un drive-through ritrovandosi così al centro del gruppo ma, poco dopo, a seguito di un contatto con Vitantonio Liuzzi, fora una gomma ed è costretto a rimanere nelle retrovie. Del contatto Button-Vettel approfitta Kubica per issarsi in seconda posizione, davanti a Webber e Felipe Massa.
I primi cambiano le gomme intorno a metà gara senza variazioni di posizioni. Offre spettacolo Sutil che, sceso da quinto a ottavo, recupera superando Kobayashi e le Mercedes nel breve volgere di qualche tornata. Alonso è risalito al nono posto ma non riesce a fare tempi interessanti causa l’assetto da pioggia.
Le due Mercedes GP sono le uniche monoposto a non cambiare pneumatici in vista della pioggia e questa strategia sembra pagare quando, intorno alla 33ª tornata, ricomincia a piovere in modo copioso: Hamilton va fuori pista nella curva Rivage, rischiando di battere contro le barriere ma, con una manovra da campione e un po' di fortuna, riesce a evitare l'urto e a tornare sull'asfalto in prima posizione pur perdendo gran parte dei suoi 12” di vantaggio. A questo punto tutti optano per le gomme da bagnato (Vettel e Timo Glock addirittura montano le heavy rain) ma ai box la confusione regna sovrana: prima Kubica va lungo e quasi investe un suo meccanico, venendo così superato da Webber; poi quasi si arriva al crash tra Vettel e Alonso. Proprio quest'ultimo si rende protagonista di un testacoda che lo costringe al ritiro nel 38º giro: torna quindi la safety car.
Quando la vettura di sicurezza esce al giro 40 i piloti si dimostrano prudenti e amministrano le loro posizioni: non si vedono attacchi se non quello di Rosberg che strappa al compagno di squadra Schumacher (con il quale era entrato in contatto nel precedente confronto) la 6ª posizione, dato che la 5ª era ormai appannaggio dell’ottimo Adrian Sutil. De La Rosa va sulla ghiaia mentre è 10º e si fa sorpassare da Jaime Alguersuari e Liuzzi che iniziano a lottare per l'ultima posizione utile per andare a punti: il duello viene vinto dallo spagnolo, che però a fine gara viene penalizzato di venti secondi per avere tagliato una chicane.
Vince quindi il disinvolto Lewis Hamilton, alla testa della corsa per tutti i quarantaquattro giri disputati e autore anche del giro più veloce, che torna così in testa al campionato piloti. Il secondo posto di Webber consente alla Red Bull di essere ancora prima nel mondiale costruttori, seppur con una sola lunghezza di vantaggio sulla McLaren. Chiude il podio un buon Kubica, la cui Renault appare migliorata di 7 decimi al giro grazie all'introduzione dell'f-duct. Punti iridati anche per Massa, Sutil, Rosberg, Schumacher, Kobayashi, Petrov e Liuzzi.

### Risultati
I risultati del GP sono stati i seguenti:
| Pos | N° | Pilota             | Team                 | Giri | Tempo/Ritiro            | Griglia | Punti |
| --- | -- | ------------------ | -------------------- | ---- | ----------------------- | ------- | ----- |
| 1   | 2  | Lewis Hamilton     | McLaren-Mercedes     | 44   | 1h29'04"268             | 2       | 25    |
| 2   | 6  | Mark Webber        | RBR-Renault          | 44   | +1"571                  | 1       | 18    |
| 3   | 11 | Robert Kubica      | Renault              | 44   | +3"493                  | 3       | 15    |
| 4   | 7  | Felipe Massa       | Ferrari              | 44   | +8"264                  | 6       | 12    |
| 5   | 14 | Adrian Sutil       | Force India-Mercedes | 44   | +9"094                  | 8       | 10    |
| 6   | 4  | Nico Rosberg       | Mercedes GP          | 44   | +12"359                 | 14      | 8     |
| 7   | 3  | Michael Schumacher | Mercedes GP          | 44   | +15"548                 | 21      | 6     |
| 8   | 23 | Kamui Kobayashi    | BMW Sauber-Ferrari   | 44   | +16"678                 | 17      | 4     |
| 9   | 12 | Vitalij Petrov     | Renault              | 44   | +23"851                 | 23      | 2     |
| 10  | 15 | Vitantonio Liuzzi  | Force India-Mercedes | 44   | +34"831                 | 12      | 1     |
| 11  | 22 | Pedro de la Rosa   | BMW Sauber-Ferrari   | 44   | +36"019                 | 24      |       |
| 12  | 16 | Sébastien Buemi    | STR-Ferrari          | 44   | +39"895                 | 16      |       |
| 13  | 17 | Jaime Alguersuari  | STR-Ferrari          | 44   | +49"457                 | 11      |       |
| 14  | 10 | Nicolas Hülkenberg | Williams-Cosworth    | 43   | +1 giro                 | 9       |       |
| 15  | 5  | Sebastian Vettel   | RBR-Renault          | 43   | +1 giro                 | 4       |       |
| 16  | 19 | Heikki Kovalainen  | Lotus-Cosworth       | 43   | +1 giro                 | 13      |       |
| 17  | 25 | Lucas Di Grassi    | Virgin-Cosworth      | 43   | +1 giro                 | 22      |       |
| 18  | 24 | Timo Glock         | Virgin-Cosworth      | 43   | +1 giro                 | 20      |       |
| 19  | 18 | Jarno Trulli       | Lotus-Cosworth       | 43   | +1 giro                 | 15      |       |
| 20  | 20 | Sakon Yamamoto     | HRT-Cosworth         | 42   | +2 giri                 | 19      |       |
| Rit | 8  | Fernando Alonso    | Ferrari              | 37   | Incidente               | 10      |       |
| Rit | 1  | Jenson Button      | McLaren-Mercedes     | 15   | Collisione con S.Vettel | 5       |       |
| Rit | 21 | Bruno Senna        | HRT-Cosworth         | 5    | Sospensione             | 18      |       |
| Rit | 9  | Rubens Barrichello | Williams-Cosworth    | 0    | Collisione con F.Alonso | 7       |       |

## Classifiche Mondiali

### Piloti
| Pos | Pilota             | Punti |
| --- | ------------------ | ----- |
| 1   | Lewis Hamilton     | 182   |
| 2   | Mark Webber        | 179   |
| 3   | Sebastian Vettel   | 151   |
| 4   | Jenson Button      | 147   |
| 5   | Fernando Alonso    | 141   |
| 6   | Felipe Massa       | 109   |
| 7   | Robert Kubica      | 104   |
| 8   | Nico Rosberg       | 102   |
| 9   | Adrian Sutil       | 45    |
| 10  | Michael Schumacher | 44    |
| 11  | Rubens Barrichello | 30    |
| 12  | Kamui Kobayashi    | 21    |
| 13  | Vitalij Petrov     | 19    |
| 14  | Vitantonio Liuzzi  | 13    |
| 15  | Nicolas Hülkenberg | 10    |
| 16  | Sébastien Buemi    | 7     |
| 17  | Pedro de la Rosa   | 6     |
| 18  | Jaime Alguersuari  | 3     |

### Costruttori
| Pos | Team                 | Punti |
| --- | -------------------- | ----- |
| 1   | RBR-Renault          | 330   |
| 2   | McLaren-Mercedes     | 329   |
| 3   | Ferrari              | 250   |
| 4   | Mercedes GP          | 146   |
| 5   | Renault              | 123   |
| 6   | Force India-Mercedes | 58    |
| 7   | Williams-Cosworth    | 40    |
| 8   | BMW Sauber-Ferrari   | 27    |
| 9   | STR-Ferrari          | 10    |

## Decisioni della FIA
Alcune immagini televisive hanno mostrato un errato posizionamento della vettura di Felipe Massa sullo stallo di partenza. La FIA ha deciso di aprire un'inchiesta per capire il motivo della mancata penalizzazione in gara del pilota brasiliano.